# 캘빈 레벌스
캘빈 레벌스(Calvin Levels, 1954년 9월 30일 ~ )는 미국의 배우이다.
클리블랜드에서 태어났다.

## 출연 작품
- 가방 속의 여덟 머리 (1997년)
- 위딘 더 락 (1996년)
- 스카이 러너 (1996년) - 하킴 역
- 블랙 라이온 (1993년)
- 니나 (1993년)
- 조니 수에드 (1991년)
- Convicts (1991)
- 체어 (1989년)
- 야행 (1987년)
- 아틀란타 차일드 머더 (1985년)
- 사이드 쇼 (1981년)

### 텔레비전
- In the Heat of the Night (1992)